# Reductie (missie)

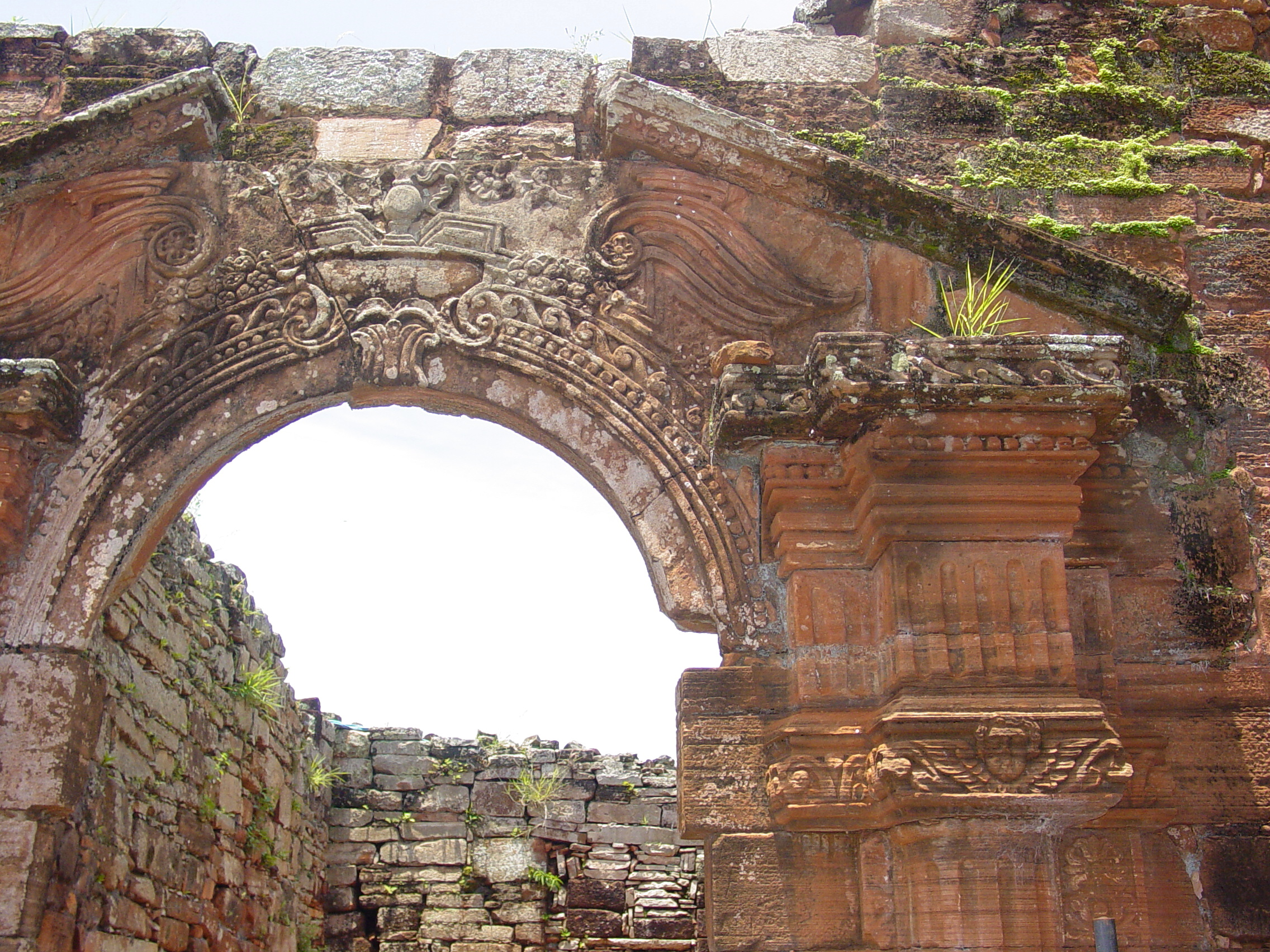
Detail van de San Ignacio-kathedraal

Een reductie (Spaans (meervoud): Reducciones de Indios, Reducciones of Congregacíones) is een benaming voor een door missionarissen gestichte nederzetting voor de inheemse bevolking van een gebied. In een reductie werden indianen bijeengebracht. De missionarissen trachtten op die manier te voorkomen dat de indianen ten prooi zouden vallen aan slavernij en aan de slechte zeden van de Spaanse kolonisten. De grootste bekendheid kregen de reducties gesticht door de paters jezuïeten in Zuid-Amerika uit de zeventiende en achttiende eeuw.

## Ontstaan en opheffing van reducties
De jezuïeten kregen in 1604 toestemming om in delen van Zuid-Amerika reducties te beginnen. Al spoedig kwamen de nederzettingen tot grote economische bloei en leverden ze grote hoeveelheden suiker, (mate) en katoen. Dit wekte bij velen afgunst op, die meenden dat de jezuïeten zich op deze manier enorm verrijkten. In 1767 werden de reducties op bevel van de Spaanse kroon opgeheven. De jezuïeten werden verdreven. De rijkdommen die men er vermoed had, bleken er niet te zijn: de welvaart van de reducties bleek gebaseerd op de goede logistiek, niet op kapitaal.

## Beschermde gebieden

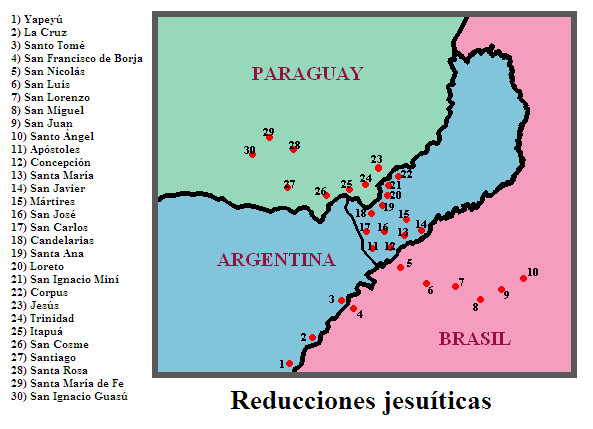
De reducties van de Jezuïeten

Tegenwoordig behoren de gebieden van de reducties tot Argentinië (provincie Missiones), Brazilië (provincie Rio Grande do Sul), Bolivia (departement Santa Cruz de la Sierra) en Paraguay (departement Itapúa). In 1984 werden de jezuïetenreducties San Ignacio Mini, Santa Ana, Nuestra Señora de Loreto en Santa Maria Mayor (Argentinië), alsook São Miguel das Missões (Brazilië) opgenomen op de lijst van het UNESCO werelderfgoed. In 1990 volgden de reducties van Chiquitos (Bolivia). In 1993 werden de jezuïetenreducties La Santísima Trinidad de Paraná en Jesús de Tavarangue in Paraguay opgenomen.
De reducties hebben vaak tot de verbeelding gesproken. Sommigen zagen de geordende en harmonieuze samenlevingsvorm als het paradijs op aarde, anderen hekelden het keurslijf waarin de indianen gedwongen werden.